# 鄭東愈
鄭 東愈（てい とうゆ、朝鮮語: 정동유、1744年 - 1808年）は、李氏朝鮮の文臣、実学者。本貫は東萊。字は「愉如」、号は「玄同」。陽明学にも通じた。

## 人物
言語学の分野で業績を残す。1801年、済州島に漂着した5人の異国人の言語と文字をハングルと漢文で表記したことで、異国人と通訳が可能となり、1806年、これをもとに『晝永編』（ちゅうえいへん）を上梓した。
実学者だった鄭東愈は、朴趾源、金萬重らが唱えた地動説を支持したほか、朝鮮の歴史、文化、地理などについて独創的な見解を提示した。
鄭東愈は、自著『晝永編』において、李氏朝鮮には針がなく中国針がなければ衣も縫えない、舟はあるのになぜ車はないのか、と李氏朝鮮の技術水準の低さを嘆いている。『晝永編』には「（我が国の拙きところ）針なし、羊なし、車なし」と記録しており、李氏朝鮮は羊と車と針が無く、針は衣類に穴が開くくらいの粗雑なものでしかなく、針を中国から買っていた。木を曲げる技術がないため、李氏朝鮮には樽もなく、液体を遠方に運ぶことすらできなかった。中国の清でも日本の江戸時代でも陶磁器に赤絵があるが、李氏朝鮮には白磁しかなく、民衆の衣服が白なのも顔料を自給できないからであり、李氏朝鮮の上流階級は中国と交易する御用商人から色のある布を買っていたほど停滞した時代だった、と記録している。

## 著書
- 『晝永編』